# Langues sara
Les langues sara sont un groupe d’une douzaine de langues de la branche bongo-bagirmi des langues soudaniques centrales, et sont parlées principalement dans le sud du Tchad et dans le nord de la Centrafrique.
En 2015, il existe environ 2 millions de locuteurs de ces langues ou dialectes (la distinction entre langue ou dialecte est souvent difficile à établir).

## Langues
- sar, lingua franca à Sarh (183 000 locuteurs en 1993)
- sara ngambay, avec le plus de locuteurs (1,4 million de locuteurs en 2013)
- sara mbay (88 300 locuteurs en 1990)
- sara ngam (61 000 locuteurs en 1993)
- kabba (70 000 locuteurs en 1993)
- kabba laka (57 000 locuteurs en 1993)
- doba
  - gore
  - mango
  - nangnda
- dagba (44 000 locuteurs en 2007)
- gulay (163 000 locuteurs en 1993)